# 深礁小鮋
深礁小鮋是輻鰭魚綱鮋形目鮋亞目鮋科的其中一種，為亞熱帶海水魚，分布於西大西洋美國北卡羅萊納州至巴西聖保羅海域，體長可達6.5公分，棲息在珊瑚礁底層水域，生活習性不明。

## 扩展阅读
維基物種上的相關：深礁小鮋